# خشم و هیاهو
خشم و هیاهو (به انگلیسی: The Sound and the Fury) رمانی از ویلیام فاکنر است و به عقیدهٔ بسیاری از صاحب‌نظران بهترین اثر اوست که بیشترین نقد و بررسی را درمیان آثار فاکنر به خود اختصاص داده است.

## شخصیت‌های داستان
- جیسون کامپسون سوم (؟ -۱۹۱۲): پدر خانوادهٔ کامپسون که تأثیر زیادی بر افکار پسر خود، کونتین، دارد.
- کارولین باسکومب کامپسون (؟ -۱۹۳۳): همسر جیسون سوم که علاقهٔ زیادی به پسر آخر خود، جیسون، دارد و همچنین به خانواده‌ای که در آن به‌دنیا آمده، افتخار می‌کند.
- کونتین کامپسون (۱۸۹۱–۱۹۱۰): راوی بخش دوم داستان و پسر اول خانوادهٔ کامپسون که تحت‌تأثیر نظرات پدر خود است و علاقهٔ زیادی به خواهر خود دارد. همچنین او راوی داستان ابشالوم، ابشالوم است.
- کدی کامپسون (۱۸۹۲-؟): دومین فرزند و تنها دختر خانواده که فاکنر او را مهم‌ترین شخصیت و قهرمان این داستان می‌داند.
- بنجامین کامپسون (۱۸۹۵-؟): راوی بخش اول داستان که معلول ذهنی است و رشد عقلی‌اش در سه سالگی متوقف مانده است. نام او در ابتدا هم‌نام دایی‌اش، موری، بوده که در کودکی نامش را تغییر می‌دهند.
- جیسون کامپسون چهارم (۱۸۹۴-؟): راوی بخش سوم داستان که در ۱۹۱۲ کفالت خانواده را برعهده گرفت.
- دیلسی گیبسون(؟): خدمتکار سیاه‌پوست خانواده
- کونتین (انا) کامپسون: دختر کدی که به وسیلهٔ مادرش به خانهٔ اجدادی‌اش فرستاده می‌شود.[۱]

## نقد و بررسی
خشم و هیاهو، چهارمین کتاب ویلیام فاکنر و اولین شاهکار ادبی اوست. این رمان، اثر موردعلاقه خود نویسنده نیز بوده و فاکنر آن را «درخشان‌ترین شکست» خود توصیف کرده است. داستان در چهار فصل و یک بخش ضمیمه بیان می‌شود: فصل اول، تاریخ ۴ آوریل ۱۹۲۸، فصل دوم ۲ ژوئن ۱۹۱۰، فصل سوم ۶ آوریل ۱۹۲۸، فصل چهارم ۸ آوریل ۱۹۲۸ و بخش ضمیمه که یک شجره‌نامه تکمیلی راجع به خانواده کامپسون است و تا سال ۱۹۴۳ این خاندان را در بر می‌گیرد. خصوصیت تکنیکی برجستهٔ خشم و هیاهو استفاده از چهار نگاه مختلف در روایت فروپاشی خانوادهٔ کامپسون است. از ذهن ناتوان بنجی به ذهن وسواسی کونتین و سپس حرکت به ذهن متفاوت یا بی‌اندازه وسواسی جیسون و در آخر نیز به سوی دنیای عینی دیلسی. به این ترتیب حرکت خواننده را در این رمان، حرکتی از ساده‌لوحی و معصومیت به سوی روشن‌گری فزاینده می‌یابیم.
فاکنر پس از نوشتن یکی دو کتاب نخستینش، موفق شد سبک گنگ و پرابهامی را که پیش گرفته بود، کاملاً در اختیار خود بگیرد، و با خشم و هیاهو، این سبک به اوج خود رسید. سبک او در این کتاب، حتی از کتاب‌های دیگرش مشکل‌تر و با این همه، کامل تر است. تم‌هایش جاندارتر از پیش نمایان می‌شوند. در این کتاب، همان‌طور که خود او در مصاحبه ای گفته بود، کوشیده است تا ببیند: «آیا نویسنده می‌تواند صرفاً تماشاچی باشد یا نه؟» و در همین کتاب است که این ادعای او که «من مسئول کارهای کاراکترهایم نیستم»، بیش از پیش واقعیت می‌یابد. 

### مقایسه سه برادر
حالات ذهنی سه برادر، سه وجه کاملاً متفاوت تأویلی را فراهم می‌کند:
1. از نگاه شعر، بخش بنجی سرشار از نوعی شعر بدوی است، شعری که با تأثیر حسی فراوان به‌طور مستقیم ارائه می‌شود ولی از حداقل درک‌پذیری برخوردار است. بخش کونتین نیز سرشار از شعر است، شعری حساس ولی عصبی و نومیدانه. در بخش جیسون در واقع شعری وجود ندارد و در آن جیسون خودآگاهانه ذهن خود را از وجود هر چیز غیرعملی پاک کرده است، ولی از دیدگاه دیگر این بخش را نیز می‌توان نوعی شعر به حساب آورد، زیرا بیان درخشان و عینی نثر، آن را تا مرز شعر جلو می‌برد.
2. همچنین مفاهیم مختلف عشق نیز در این رمان قابل مشاهده است. بنجی عشق را در ساده‌ترین حالت خود را به نمایش می‌گذارد، عشق او به خواهرش کدی شدید است اما بدون تعمق است. به نظر او کدی بوی درخت می‌دهد. عشق کونتین به خواهرش خودآگاهانه و رسمی است. او حاضر است جان خود را فدا کند تا کدی از هیاهو این دنیای پردغدغه در امان باشد. اما علی‌رغم تمام تلاشی که او انجام می‌دهد که دیگران قبول کنند که او با کدی رابطهٔ جنسی داشته است، اما او صرفاً عاشق مفهوم بکارت است که در ذهن او با کدی تجلی می‌شود.

برخلاف عشق افلاطونی کونتین، جیسون نه تنها هیچ‌گونه احساسی به کدی ندارد بلکه اصلاً نمی‌داند عشق چیست. برای او رابطهٔ تجاری آرمانی‌ترین نوع ارتباط است و اگر می‌توانست تمام روابط را با این نوع رابطه جایگزین می‌کرد.

### عنوان کتاب
عناوین داستان‌های فاکنر اغلب ذهنی است و معنایی شخصی را برای خود دارد که به‌طور کامل نیز در رمان آشکار نمی‌شود. اما خشم و هیاهو در این کتاب کلیدی واقعی است، زیرا رمان با کشف این مضمون سروکار دارد که زندگی بی‌معناست و این مضمون با ابیات شکسپیر در نمایشنامهٔ مکبث که می‌گوید: «زندگی قصه‌ای است که توسط ابلهی روایت می‌شود، سرشار از خشم و هیاهو ولی پوچ» کاملاً هماهنگی دارد و همچنین با بخش نخستین داستان که شامل روایت بنجی است شباهت قابل توجهی دارد. بخش کونتین نیز پژواکی از عنوان رمان است. او فلسفهٔ مأیوس‌کنندهٔ پدر را آموخته است که انسان‌ها را صرفاً به شکل عروسک‌هایی ببیند که با خاک پر شده‌اند.

## ترجمه‌های فارسی
1. بهمن شعله‌ور
2. صالح حسینی

## اقتباس‌ها
- خشم و هیاهو (فیلم ۱۹۵۹)
- خشم و هیاهو (فیلم ۲۰۱۴)